# Carebara abuhurayri
Carebara abuhurayri is een mierensoort uit de onderfamilie van de Myrmicinae. De wetenschappelijke naam van de soort is voor het eerst geldig gepubliceerd in 2011 door Sharaf & Aldawood.